# Плавції
Плавції (лат. Plautii, gens Plautia) — давньоримський заможний плебейський рід. З IV ст. до н. е. представники роду починають обіймати вищі магістратури, входять у групу нобілів римського сенату і мають великий вплив у пізній Римській республіці та ранній імперії.

## Україномовне написання номену
Українською мовою давньоримський номен «Плавцій» можуть помилково писати як «Плавтій», але це не відповідає правилам латино-української практичної транскрипції. За фонетичними правилами, в українській мові латинське ti перед голосною та не після s, t, x передається як «ці». Таким чином, в множині (як найменування усього роду загалом) пишеться: Plautii — Плавції (не Плавтії). Відповідно, в однині (як найменування одного представника роду) пишеться:  Plautius — Плавцій (не Плавтій).

## Етимологія
Американський мовознавець Джордж Девіс Чейз пише, що номен Плавцій походить від загального латинського імені Plautius (укр. плоскостопий).

## Походження
Плавції часів пізньої Римської республіки стверджували, що походять від Левкона, сина Нептуна і Темісто, і доньки Гіпсея, царя лапітів. Британський історик Майкл Кроуфорд в своїй праці з давньоримської нумізматики відзначає, що на монетах, викарбуваних Публієм Плавцієм Гіпсеєм, зображені Нептун і Левкон.
Американський мовознавець Джордж Девіс Чейз класифікує номен Плавцій як побутуючий або серед корінних мешканців Риму, або тих, котрі вперше засвідчені саме у Римі, і немає доказів, що вони походять з іншого місця. Натомість сучасний італійський історик Нікола Терренато, який присвятив Плавціям широку монографічну розвідку, припускає, що Плавції могли походити з Привернума (нині Приверно), міста вольсків у південній частині італійського регіону Лація. Терренато пише, що ранні Плавції були численною родиною, що мала зв'язки з головними латинськими центрами Тібур (нині Тіволі) і Пренесте (нині Палестрина), а також із сусіднім центром сабінів або еквів Требула Суффена (поблизу Чичиліано)..
Попри можливе походження з Привернума, кілька ранніх Плавціїв, імена яких записані у «Списках римських консулів» (лат. Fasti consulares), воювали проти мешканців міста. Це Гай Плавцій Веннон, який у 341 р. до н. е. змусив жителів Привернума укласти вигідну для Риму угоду, і Гай Плавцій Деціан, який у 329 р. до н. е. завоював місто, приєднавши його разом з рештою земель вольсків до римських володінь.

## Родовід

### Плавції Веннони та Гіпсеї
І
- Гай Плавцій Веннон Гіпсей (? — після 341 до н. е.) — консул 347 і 341 рр. до н. е.
  -  Луцій Плавцій Гіпсей[bg] (? — після 189 до н. е.) — претор 189 р. до н. е. Нащадок Гая Плавція Веннона Гіпсея.
  -  Марк Плавцій Гіпсей (? — після 125 до н. е.) — консул 125 р. до н. е. Нащадок Гая Плавція Веннона Гіпсея.
    -  Публій Плавцій Гіпсей (? — не раніше 52 до н. е.) — міський претор 55/54 р. до н. е. Правнук Марка Плавція Гіпсея.

ІІ
- Луцій Плавцій Веннон (? — після 330 до н. е.) — консул 330 р. до н. е.
  -  Луцій Плавцій Веннон (? — після 318 до н. е.) — консул 318 р. до н. е.

ІІІ
- Гай Плавцій Венокс (? — після 312 до н. е.) — цензор 312 р. до н. е.

### Плавції Сільвани
IV
- Марк Плавцій Сільван[de] (? — після 89 до н. е.) — народний трибун 89 р. до н. е.

V
- Авл Плавцій (Плавцій Простий)[5] (? — після 63 до н. е.) — народний трибун 70 р. до н. е.
  -  Авл Плавцій (100—48 до н. е.) — міський претор 51 р. до н. е.
    -  Авл Плавцій (? — після 44 до н. е.[6]).
      -  Авл Плавцій (44 — після 1 до н. е.) — консул-суффект 1 р. до н. е. Дружина: Вітелія[bg].
        -  Авл Плавцій (5 до н. е. — не раніше 57) — консул-суффект 29 р. Дружина: Помпонія Грецина.
          -  Плавція (І ст.).
          -  Авл Плавцій (І ст.) — нобіль.

        -  Квінт Плавцій (? — після 36) — консул 36 р.
          -  Плавцій Латеран[en] (? — 65) — консул-десигнат[en] 65 р.

        -  Плавція[bg] (? — не раніше 25) — римська матрона, теща імператора Вітеллія. Чоловік: Публій Петроній.

    -  Марк Плавцій Сільван (? — не раніше 38 до н. е.[7]) — претор. Дружина: Ургуланія.
      -  Марк Плавцій Сільван (39 до н. е. — після 9) — консул 2 р. Дружина: Ларція[bg].
        -  Плавція Ургуланілла (8 до н. е. — після 26) — матрона. Чоловік: імператор Клавдій.
        -  Марк Плавцій Сільван (бл. 7 до н. е. — 24) — міський претор 24 р. Дружини: 1-а — Елія; 2-а — Фабія Нумантіна; 3-я — Апронія Цезенія[bg].
          -  Марк Плавцій Сільван Еліан[bg] (до 11[8] — ?) — нобіль. Всиновлений від Еліїв.
          -  Тиберій Плавцій Сільван Еліан (до 11 — 79/80) — консул-суффект 45 р. Всиновлений від Еліїв.
            -  Луцій Елій Ламія Плавцій Еліан (45 — 81) — консул-суффект 80 р. Дружини: 1-а — Доміція Лонгіна; 2-а — Фабія Барбара[bg].
              -  Плавція (70 — ?) — матрона. Чоловік: Луцій Фунданій.
              -  Ігнота Плавція Сільвана[en] (не пізніше 82[9] — не раніше 125[10]) — матрона. Чоловіки: 1-й — Луцій Цейоній Коммод; 2-й — Гай Авідій Нігрін; 3-й — Секст Веттулен Цивіка Церіал.

        -  Авл Плавцій Ургуланій (після бл. 7 до н. е.[11] — після 9) — нобіль.
        -  Публій Плавцій Пульхр[de] (бл. 6 — 49/53) — пропретор 48 р. Дружина: Вібія Лелія.

VI
- Марк Плавцій Сільван[ca] (? — після 68) — консул-суффект 68 р.

### Інші
VII
- Публій Плавцій Прокул (?  — після 328 до н. е.) — консул 328 р. до н. е.
  -  Гай Плавцій Прокул (402/401 — після 358 до н. е.) — консул 358 р. до н. е.

VIII
- Публій Плавцій Деціан (IV ст. до н. е.).
  -  Гай Плавцій Деціан (? — після 312 до н. е.) — консул 329 р. до н. е.

ІХ
- Луцій Плавцій (? — не раніше бл. 83 до н. е.[12]).
  -  Луцій Плавцій Планк (бл. 83 — 43 до н. е.) — претор 43 р. до н. е. Всиновлений від Мунаціїв[en].

Х
- Гай Плавцій Руф (І ст. до н. е.) — двічі претор[13].
  -  Публій Плавцій Руф[en] (І ст. до н. е. — І ст.) — нобіль.

ХІ
- Плавцій[ca] (І ст.) — правник[14].

ХІІ
- Луцій Плавцій Октавіан[bg] (90—150) — нобіль. Дружина: Аквілія Блезила[bg].
  -  Плавція Октавіла[bg] (110 — не раніше 125) — матрона, бабуся імператора Септимія Севера. Чоловік: Фульвій Пій.
  -  Гай Фульвій Плавціан (130 — ?) — нобіль.

ХІІІ
- Луцій Плавцій (? — не раніше 112/113[15]) — нобіль.
  -  Луцій Плавцій Елій Ламія Сільван (112/113 — після 145) — консул-суффект 145 р. Всиновлений від Еліїв. Дружина: Аврелія Фаділа[de].
    -  Елія Сільвана[bg] (120 — після 160) — матрона. Чоловік: Марк Анній Север[bg].

XIV
- Новій Плавцій[de] (ІІІ ст.) — торевт[16].

## Вшанування

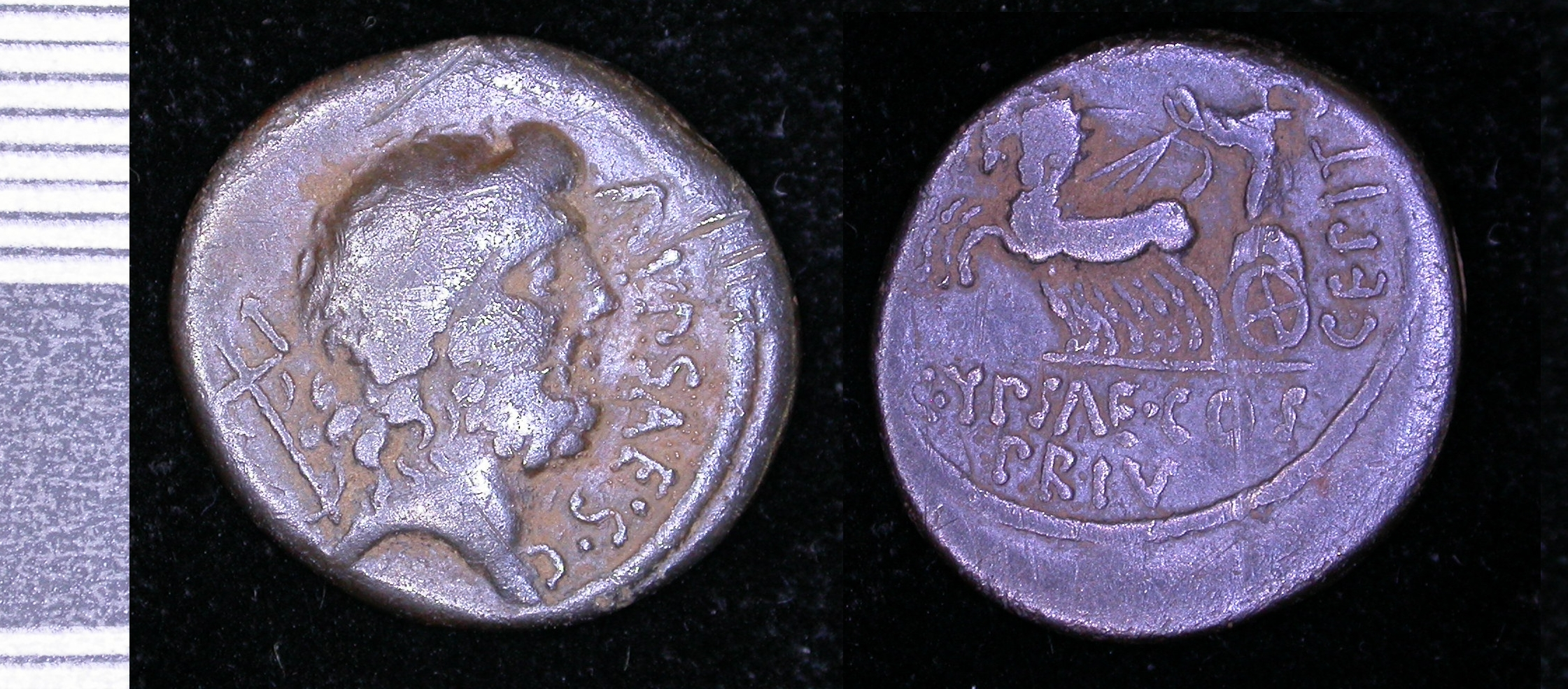
Денарій (58 р. до н. е.). На реверсі тріумф Гая Плавція Деціана

Римський військовий та політичний діяч Публій Плавцій Гіпсей у 58 р. до н. е. викарбував срібний денарій на честь військової звитяги свого роду, зі сценою тріумфу консула Гая Плавція Деціана. Денарій викарбувано під час каденції Публія Плавція на посаді курульного едила. Британський історик Майкл Кроуфорд в своєму нумізматичному двотомнику подає опис монети. На аверсі денарію зображений профіль голови морського бога Нептуна, від якого Плавції виводили свій рід. На реверсі відтворено урочистий в'їзд переможця на кінній колісниці до Риму. Тріумф Гая Плавція Деціана відбувся у 329 р. до н. е. після взяття ним італійського міста Привернума (нині Приверно), і приєднання захопленої території до Римської республіки.